# Żabno

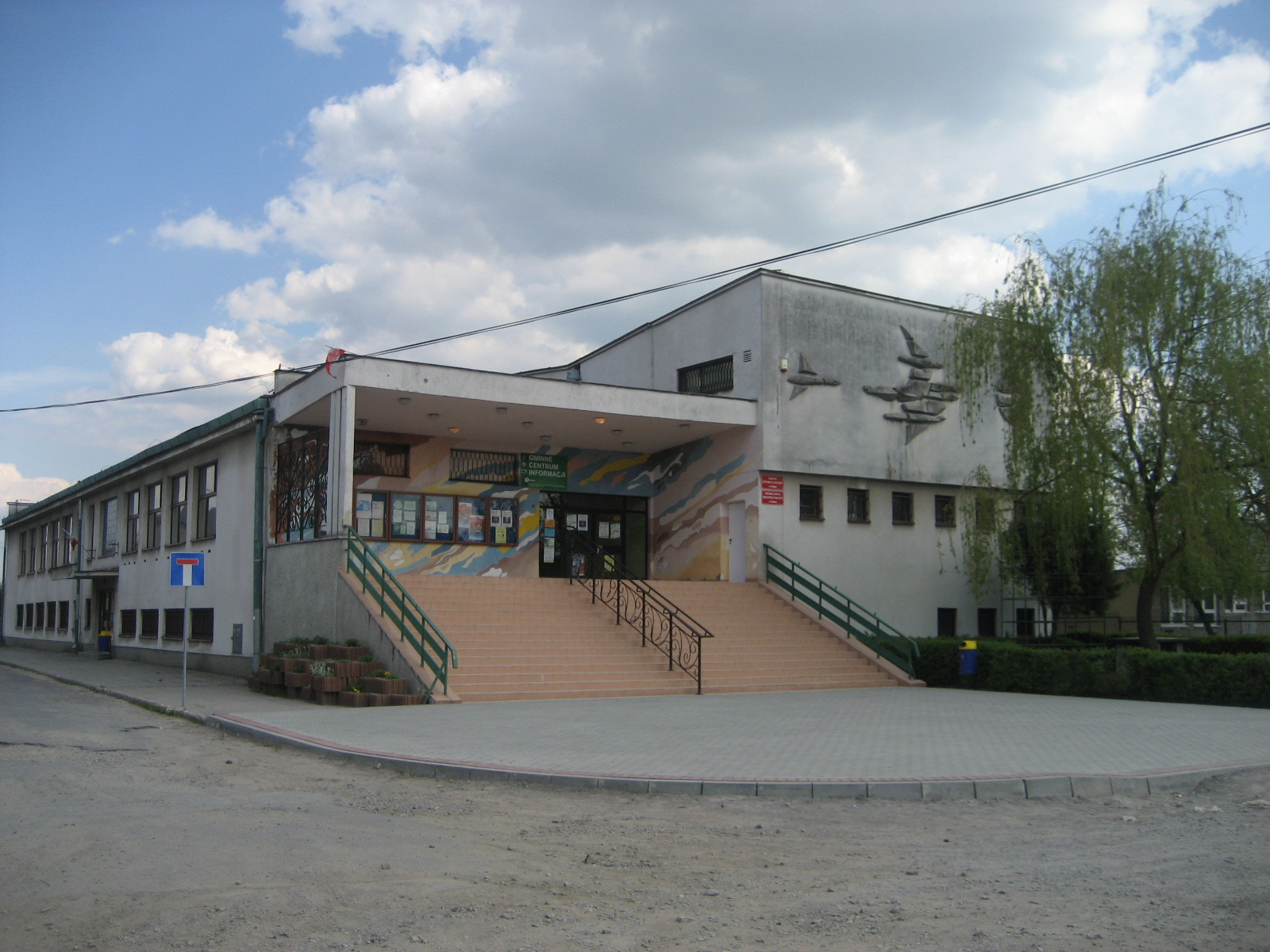
Cultureel centrum in het centrum van Żabno

Żabno is een stad in de gelijknamige gemeente Żabno in het Poolse woiwodschap Klein-Polen, gelegen in de powiat Tarnowski en aan de rivier de Dunajec. De oppervlakte bedraagt 11,12 km², het inwonertal 4275 (2005).

## Verkeer en vervoer
- Station Żabno

## Geschiedenis
De eerste vermelding van Żabno stamt uit de twaalfde eeuw, toen prins Bolesław V de nederzetting aan een ridder, genaamd Świętosławowi gaf. In verband met zijn ligging werd Żabno een centrum van communicatie en handel. De stad verkreeg zijn eerste oorkonde in 1487. In de vijftiende eeuw had de stad twee kerken, de Świętego Ducha (Heilige Geest) en het Świętego Krzyża (Heilige Kruis).
Żabno is meerdere keren verwoest. In 1501 werd de stad door de Tataren verwoest en in 1655 door de Zweden. In 1799 werd de stad bijna in zijn geheel door een brand verwoest.

## Economie
De eerste industrie in Żabno was een baksteenfabriek, die in 1905 haar deuren opende.
Aan het begin van de eenentwintigste eeuw is Żabno een stad met kleinschalige industriële activiteiten. De plaatselijke industrie bestaat hoofdzakelijk uit metaalbewerking en de fabricage van vensters.

## Verkeer
De spoorlijn tussen Tarnów en Szczucin loopt door Żabno stad heen. De provinciale weg 973 verbindt de stad met Tarnów.

## Stedenbanden
Żabno heeft een stedenband met Bad Berka in Duitsland.